# Vibrations (maladie professionnelle)
Cet article décrit les critères administratifs pour qu'une affection provoquée par les vibrations soit reconnue comme maladie professionnelle en France.
Ce sujet relève du domaine de la législation sur la protection sociale et a un caractère davantage  juridique que médical.

## Législation enFrance

### Régime général
| Fiche Maladie professionnelle | Fiche Maladie professionnelle | Fiche Maladie professionnelle |
| Ce tableau définit les critères à prendre en compte pour que les affections provoquées par les vibrations soient prises en charge au titre de la maladie professionnelle | Ce tableau définit les critères à prendre en compte pour que les affections provoquées par les vibrations soient prises en charge au titre de la maladie professionnelle         | Ce tableau définit les critères à prendre en compte pour que les affections provoquées par les vibrations soient prises en charge au titre de la maladie professionnelle |
| Régime Général. Date de création : 19 juillet 1980 | Régime Général. Date de création : 19 juillet 1980 | Régime Général. Date de création : 19 juillet 1980 |
| Tableau N° 69 RG | Tableau N° 69 RG | Tableau N° 69 RG |
| Affections provoquées par les vibrations et chocs transmis par certaines machines-outils, outils et objets et par les chocs itératifs du talon de la main sur des éléments fixes | Affections provoquées par les vibrations et chocs transmis par certaines machines-outils, outils et objets et par les chocs itératifs du talon de la main sur des éléments fixes | Affections provoquées par les vibrations et chocs transmis par certaines machines-outils, outils et objets et par les chocs itératifs du talon de la main sur des éléments fixes |
| --- | --- | --- |
| Désignation des Maladies | Délai de prise en charge | Liste indicative des principaux travaux susceptibles de provoquer ces maladies |
| A - Affections ostéo-articulaires confirmées par des examens radiologiques : | | |
| - Arthrose du coude comportant des signes radiologiques d'ostéophytoses; | 5 ans | Travaux exposant habituellement aux vibrations transmises par: a) Les machines-outils tenues à la main, notamment : |
| - Ostéonécrose du semi-lunaire (maladie de Kienböck); | 1 an | - Les machines percutantes, telles que les marteaux-piqueurs, les burineurs, les bouchardeuses et les fouloirs ; |
| - Ostéonécrose du scaphoïde carpien (maladie de Kölher). | 1 an | - Les machines rotopercutantes, telles que les marteaux perforateurs, les perceuses à percussion et les clés à choc ; |
| - Troubles angioneurotiques de la main, prédominant à l'index et au médius, pouvant s'accompagner de crampes de la main et de troubles prolongés de la sensibilité et confirmés par des épreuves fonctionnelles objectivant le phénomène de Raynaud.                                                              | 1 an | - Les machines rotatives, telles que les polisseuses, les meuleuses, les scies à chaîne, les tronçonneuse. b) Les outils tenus à la main associés à certaines machines précitées, notamment dans des travaux de burinage ; c) Les objets tenus à la main en cours de façonnage, notamment dans les travaux de meulage et de polissage et les travaux sur machine à rétreindre.[Quoi ?] |
| B - Affections ostéo-articulaires confirmées par des examens radiologiques : | | |
| - Arthrose du coude comportant des signes radiologiques d'ostéophytose ; | 5 ans | Travaux exposant habituellement aux chocs provoqués par l'utilisation manuelle d'outils percutants : |
| - Ostéonécrose du semi-lunaire (maladie de Kienböck); | 1 an | - Travaux de martelage, tels que travaux de forge, tôlerie, chaudronnerie et travail du cuir ; |
| - Ostéonécrose du scaphoïde carpien (maladie de Kölher). | 1 an | - Travaux de terrassement et de démolition - Utilisation de pistolets de scellement ; - Utilisation de clouteuses et de riveteuses. |
| C - Atteinte vasculaire cubitopalmaire en règle unilatérale (syndrome du marteau hypothénar) entraînant un phénomène de Raynaud ou des manifestations ischémiques des doigts confirmée par l'artériographie objectivant un anévrysme ou une thrombose de l'artère cubitale ou de l'arcade palmaire superficielle. | 1 an (sous réserve d'une durée d'exposition de 5 ans) | Travaux exposant habituellement à l'utilisation du talon de la main en percussion directe itérative sur un plan fixe ou aux chocs transmis à l'éminence hypothénar par un outil percuté ou percutant. |
| Date de mise à jour : 10 novembre 1995 | | |

### Régime agricole
| Fiche Maladie professionnelle | Fiche Maladie professionnelle | Fiche Maladie professionnelle |
| Ce tableau définit les critères à prendre en compte pour que les affections provoquées par les vibrations soient prises en charge au titre de la maladie professionnelle | Ce tableau définit les critères à prendre en compte pour que les affections provoquées par les vibrations soient prises en charge au titre de la maladie professionnelle         | Ce tableau définit les critères à prendre en compte pour que les affections provoquées par les vibrations soient prises en charge au titre de la maladie professionnelle |
| Régime Agricole. Date de création : 17 juillet 1955 | Régime Agricole. Date de création : 17 juillet 1955 | Régime Agricole. Date de création : 17 juillet 1955 |
| Tableau N° 29 RA | Tableau N° 29 RA | Tableau N° 29 RA |
| Affections provoquées par les vibrations et chocs transmis par certaines machines-outils, outils et objets et par les chocs itératifs du talon de la main sur des éléments fixes | Affections provoquées par les vibrations et chocs transmis par certaines machines-outils, outils et objets et par les chocs itératifs du talon de la main sur des éléments fixes | Affections provoquées par les vibrations et chocs transmis par certaines machines-outils, outils et objets et par les chocs itératifs du talon de la main sur des éléments fixes |
| --- | --- | --- |
| Désignation des Maladies | Délai de prise en charge | Liste indicative des principaux travaux susceptibles de provoquer ces maladies |
| A - Affections ostéo-articulaires confirmées par des examens radiologiques : | . | Travaux exposant habituellement aux vibrations transmises par : |
| - Arthrose du coude comportant des signes radiologiques d'ostéophytoses; | 5 ans | - Les machines-outils tenues à la main, notamment : les machines percutantes, telles que les marteaux piqueurs, les burineurs, les machines roto-percutantes, telles que les marteaux perforateurs, les machines rotatives, telles que les meuleuses, les scies à chaîne, les taille-haies, les débroussailleuses portatives, les tondeuses, les motohoues, les motoculteurs munis d'un outil rotatif, les machines alternatives, telles que les ponceuses et les scies sauteuses ; |
| - Ostéonécrose du semi-lunaire (maladie de Kienböck); | 1 an | - Les outils associés à certaines des machines précitées, notamment dans les travaux de burinage ; |
| - Ostéonécrose du scaphoïde carpien (maladie de Kölher). | 1 an | - Les objets en cours de façonnage, notamment dans les travaux de meulage et de polissage et les travaux sur machine à rétreindre. |
| - Troubles angioneurotiques de la main, prédominant à l'index et au médius, pouvant s'accompagner de crampes de la main et de troubles prolongés de la sensibilité et confirmés par des épreuves fonctionnelles objectivant le phénomène de Raynaud.                                                              | 1 an | |
| B - Affections ostéo-articulaires confirmées par des examens radiologiques : | . | Travaux exposant habituellement aux chocs provoqués par l'utilisation manuelle d'outils percutants : |
| - arthrose du coude comportant des signes radiologiques d'ostéophytose ; | 5 ans | - travaux de martelage ; - travaux de terrassement et de démolition ; |
| - Ostéonécrose du semi-lunaire (maladie de Kienböck); | 1 an | - utilisation de pistolets de scellement ; - utilisation de sécateurs pneumatiques. |
| - Ostéonécrose du scaphoïde carpien (maladie de Kölher). | 1 an | |
| C - Atteinte vasculaire cubitopalmaire en règle unilatérale (syndrome du marteau hypothénar) entraînant un phénomène de Raynaud ou des manifestations ischémiques des doigts confirmée par l'artériographie objectivant un anévrysme ou une thrombose de l'artère cubitale ou de l'arcade palmaire superficielle. | 1 an (sous réserve d'une durée d'exposition de 5 ans) | Travaux exposant habituellement à l'utilisation du talon de la main en percussion directe itérative sur un plan fixe ou aux chocs transmis à l'éminence hypothénar par un outil percuté ou percutant. |
| Date de mise à jour : 21 août 1993 | | |

## Sources générales
- (fr) Tableaux du régime Général sur le site de l’AIMT
- (fr) Guide des maladies professionnelles sur le site de l’INRS